# Siemens-Halske Sh 13
Il Siemens-Halske Sh 13 fu un motore radiale aeronautico a 5 cilindri raffreddato ad aria prodotto dall'azienda tedesca Siemens-Schuckertwerke a cavallo degli anni venti e trenta. Come gli altri motori della gamma l'azienda, che era controllata dalla Siemens-Halske AG, utilizzava il marchio dell'azienda madre. Destinato a velivoli leggeri, la sua potenza espressa nelle varie versioni prodotte dal 1928 variava dai 68 CV (50 kW) agli 82 CV (60 kW).

## Velivoli utilizzatori
Germania
- Albatros L 82
- Klemm Kl 25
- Junkers A 50